# Campeonato Europeo de Rugby League División B 2006
El Campeonato Europeo de Rugby League División B de 2006 fue la primera edición del torneo de segunda división europeo de Rugby League.

## Equipos
- Alemania
- Austria
- Estonia

## Posiciones
| Equipo   | Encuentros | Encuentros | Encuentros | Encuentros | Tantos  | Tantos    | Tantos     | Puntos |
| Equipo   | jugados    | ganados    | empatados  | perdidos   | a favor | en contra | diferencia | Puntos |
| -------- | ---------- | ---------- | ---------- | ---------- | ------- | --------- | ---------- | ------ |
| Alemania | 2          | 2          | 0          | 0          | 72      | 56        | +16        | 4      |
| Austria  | 2          | 1          | 0          | 1          | 88      | 66        | +22        | 2      |
| Estonia  | 2          | 0          | 0          | 2          | 56      | 94        | −38        | 0      |

### Resultados
| 25 de junio | Alemania | 34 - 32 | Austria |  |  |

| 22 de julio | Estonia | 24 - 38 | Alemania |  |  |

| 2 de septiembre | Austria | 56 - 32 | Estonia |  |  |

| Bandera de Alemania |
| Campeón Alemania    |
| Primer título       |